# Itḫi-Teššup
Itḫi-Teššup war König von Arrapḫa in der 2. Hälfte des 15. Jahrhunderts v. Chr. Er war Sohn des Kipi-Teššup und Zeitgenosse Sauštatars, eines Königs des Mitannireiches. Diesem gegenüber war er tributpflichtig.